# La luna di carta
La luna di carta è un romanzo di Andrea Camilleri, pubblicato nel 2005 dalla casa editrice Sellerio editore. È il nono romanzo della serie dedicata al Commissario Montalbano.

## Trama
«Quann'era picciliddro, una volta sò patre, per babbiarlo (per prenderlo in giro, per scherzare), gli aveva contato che la luna 'n cielu era fatta di carta. E lui, che aviva sempre fiducia in quello che il patre gli diciva, ci aviva criduto.»
Non è un caso che Montalbano faccia riaffiorare nei suoi pensieri i ricordi dell'infanzia, come quello del padre che per prenderlo in giro gli raccontava della luna di carta. Questi sono i ricordi della vecchiaia che è anche il periodo dei rimorsi per non aver abbastanza amato chi c'era vicino e che ora non c'è più ed è ormai troppo tardi per potergli dire tutto il nostro amore.
Continua la crisi di Montalbano che sta invecchiando, romanzo dopo romanzo, che sta diventando sempre più introverso e sgomento di fronte ai problemi dell'età che avanza con i suoi piccoli inconvenienti come i vuoti di memoria, a cui deve rimediare, vergognandosi, prendendo appunti, e con le grandi paure improvvise come quando al risveglio gli compare ossessivamente nel cervello «non un pinsero completo, ma un principio di pinsero, un pinsero che accomenzava con queste ‘ntifiche parole: Quanno viene il jorno della tò morti...».

Meglio non pensarci, anche perché se la frase dovesse completarsi, si dice superstiziosamente Montalbano, a quel punto si morirebbe davvero.
Meglio dedicarsi al solito tran tran quotidiano come quando in commissariato arriva una bella donna a denunciare la scomparsa del fratello Angelo Pardo. Montalbano lo troverà ucciso da un colpo di rivoltella in faccia, in una sorta di pied-à-terre costruito sul terrazzo della casa, in un atteggiamento oscenamente scomposto consono turpemente all'uomo noto femminaro a cui non bastava la sua attuale amante.
Il commissario si troverà preso in mezzo a queste due bellissime donne: Michela che aveva per il morto un amore morboso e l'amante Elena Sclafani, che stava per porre fine ad una relazione di cui era stanca.
Intanto si manifesta una serie di morti di importanti personaggi e di politici che Montalbano scoprirà essere dovute a dosi di cocaina tagliata male. La teoria del delitto passionale di Angelo Pardo comincia a traballare e sembra invece collegata a un traffico di droghe organizzato dalla malavita locale.
Intanto il commissario subisce sempre più, fino a quasi tradire l'eterna fidanzata Livia, il fascino delle due donne forti e ingannatrici che a lui «maturo, sperto, omo di ciriveddro e d'intuito,... avivano contato che la luna era fatta di carta», nascondendogli parte di quella verità che alla fine, nonostante la vecchiaia incipiente, riuscirà a scoprire.

## Edizioni
- Andrea Camilleri, La luna di carta, Seconda ed., collana La memoria, Sellerio, 2005,  pp. 267, cap. 18, ISBN 88-389-2054-0.